# Policía Metropolitana de Buenos Aires

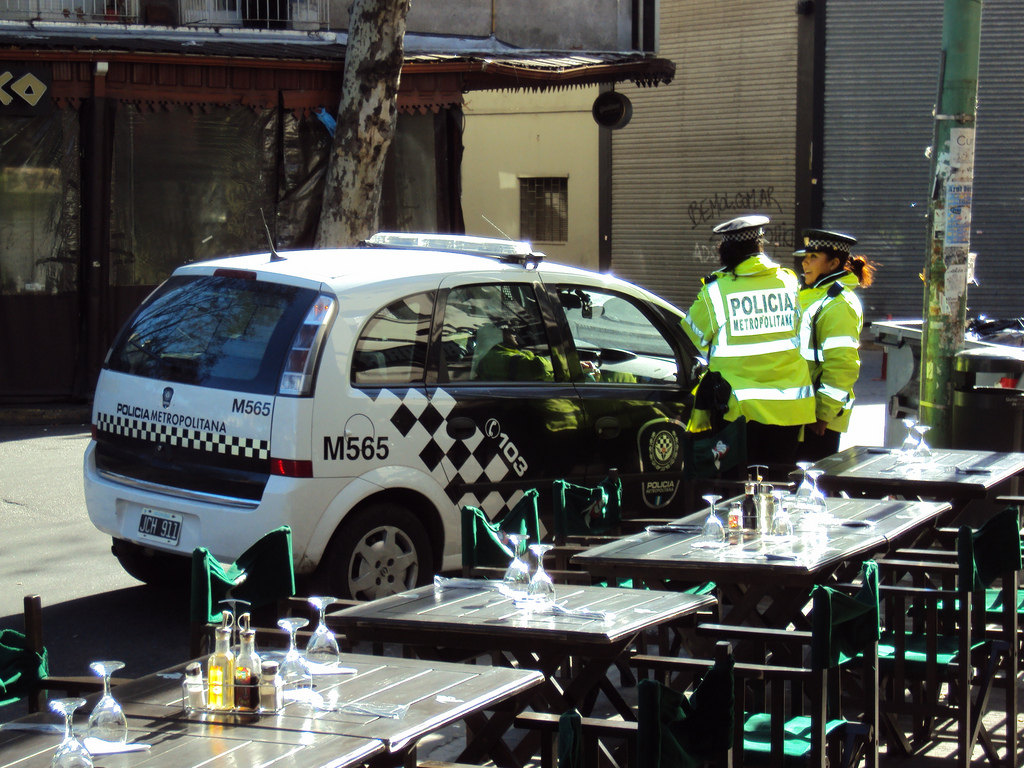
La Policía Metropolitana de la ciudad de Buenos Aires patrullando una de las zonas más concurridas de Palermo Soho

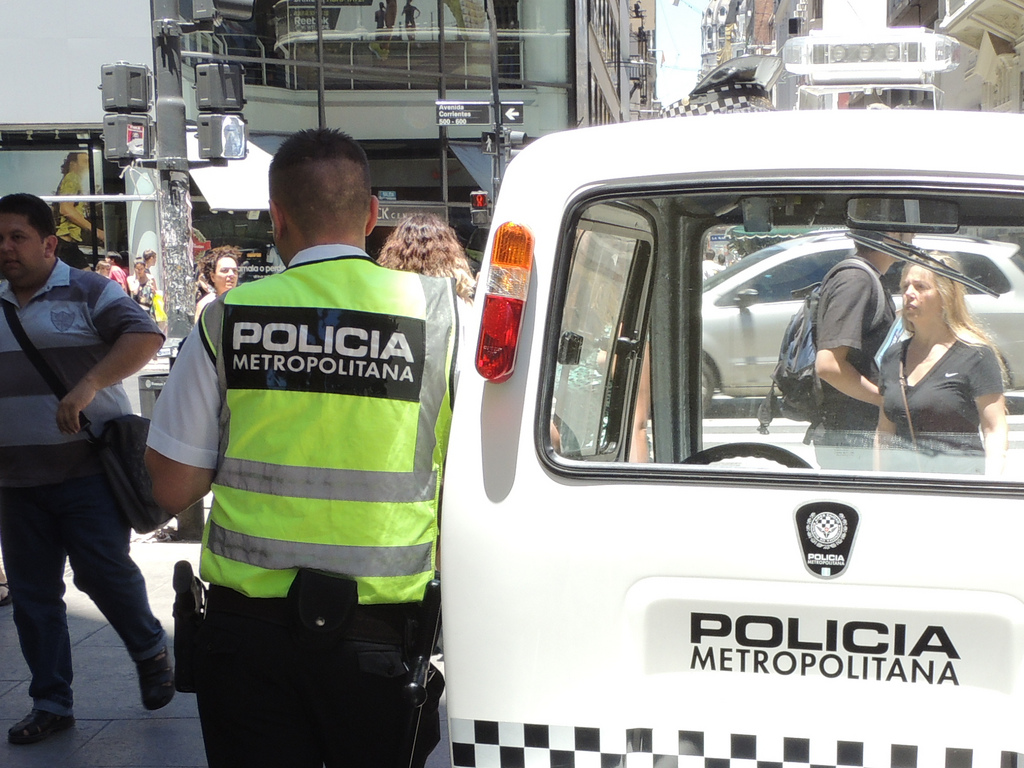
Un efectivo de la Policía Metropolitana de la ciudad de Buenos Aires sobre la peatonal Florida

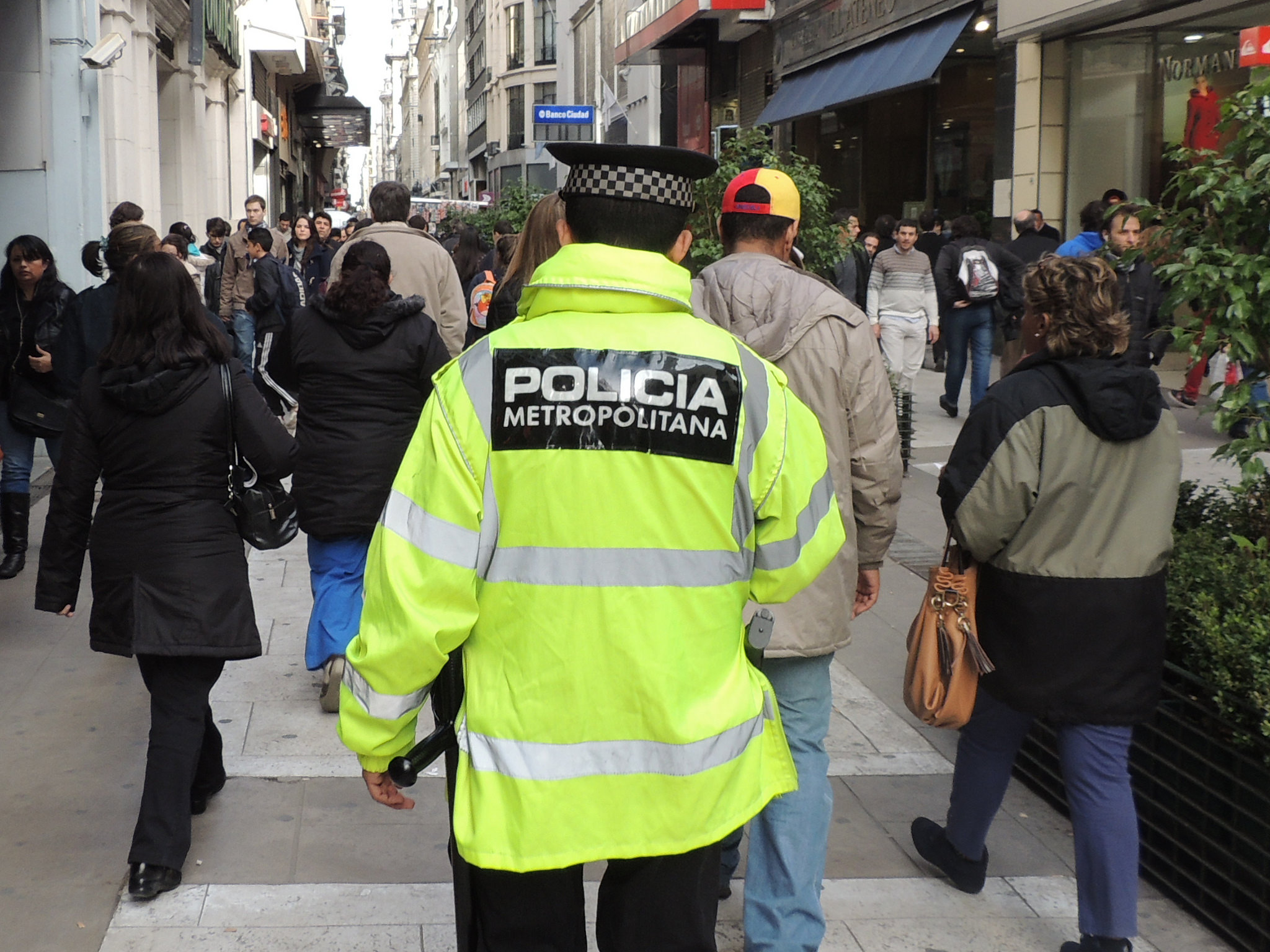
Un efectivo de la Policía Metropolitana de la ciudad de Buenos Aires patrullando a pie la peatonal Florida

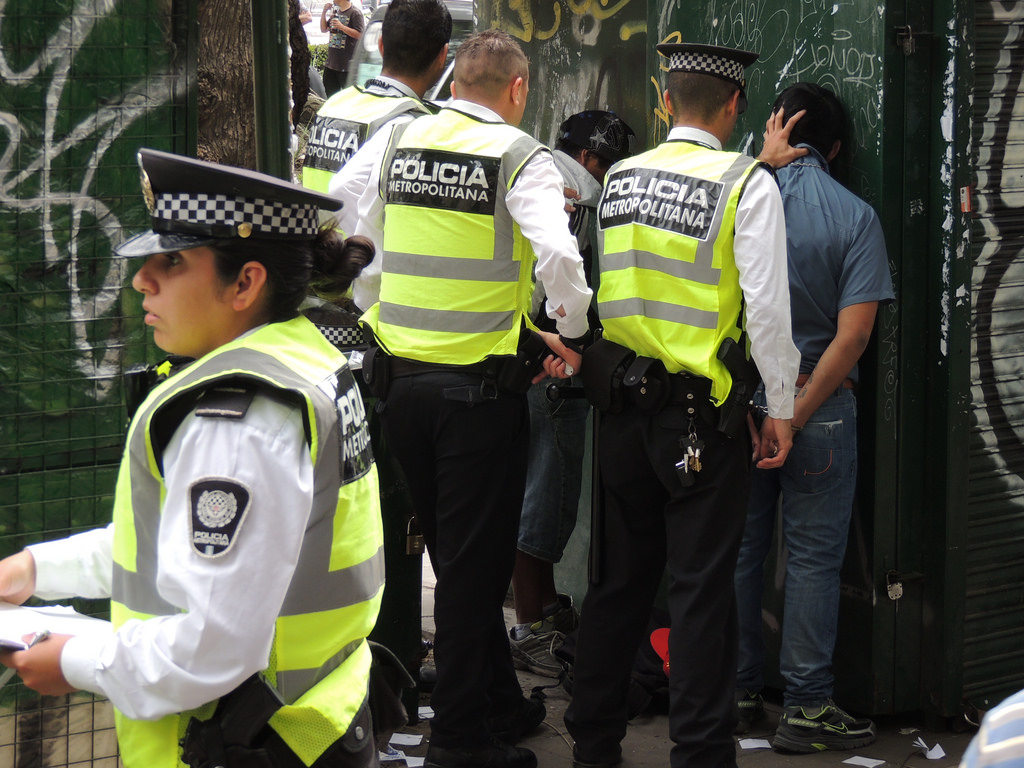
Efectivos de la Policía Metropolitana de la ciudad de Buenos Aires procediendo a la detención de varias personas en la Avenida 9 de Julio

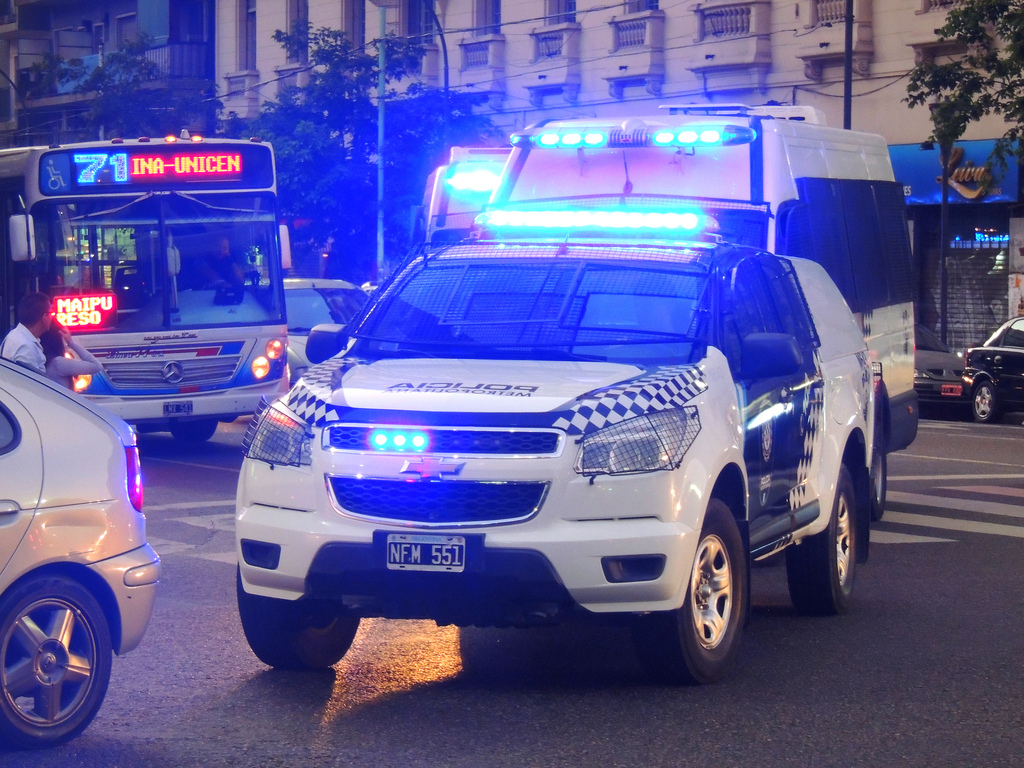
Varios vehículos de la Policía Metropolitana de la ciudad de Buenos Aires circulando por el barrio de Recoleta a primeras horas de la noche

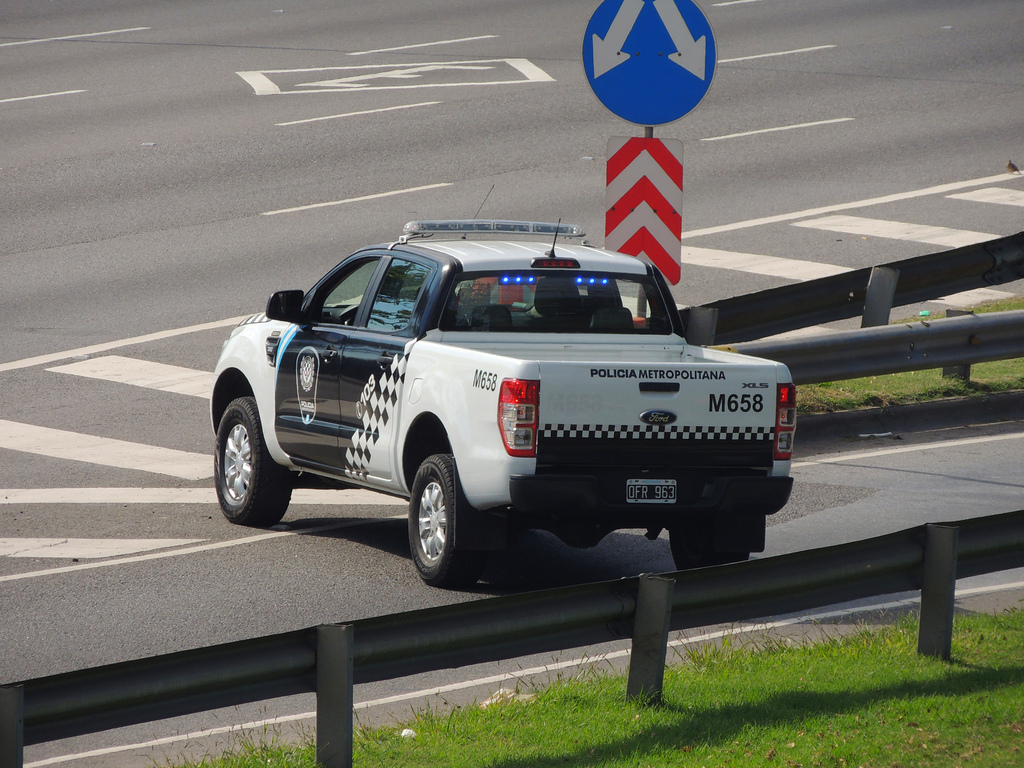
Una camioneta Ford Ranger de la Policía Metropolitana de la ciudad de Buenos Aires al costado de una de las autopistas que cruzan la ciudad

La Policía Metropolitana de la Ciudad de Buenos Aires fue una fuerza policial de seguridad que dependía de la Ciudad Autónoma de Buenos Aires. Fue creada por la Ley 2.894 de Seguridad Pública, sancionada por la Legislatura de la Ciudad de Buenos Aires el 28 de octubre de 2008. Entró en actividad el 5 de febrero de 2010. 

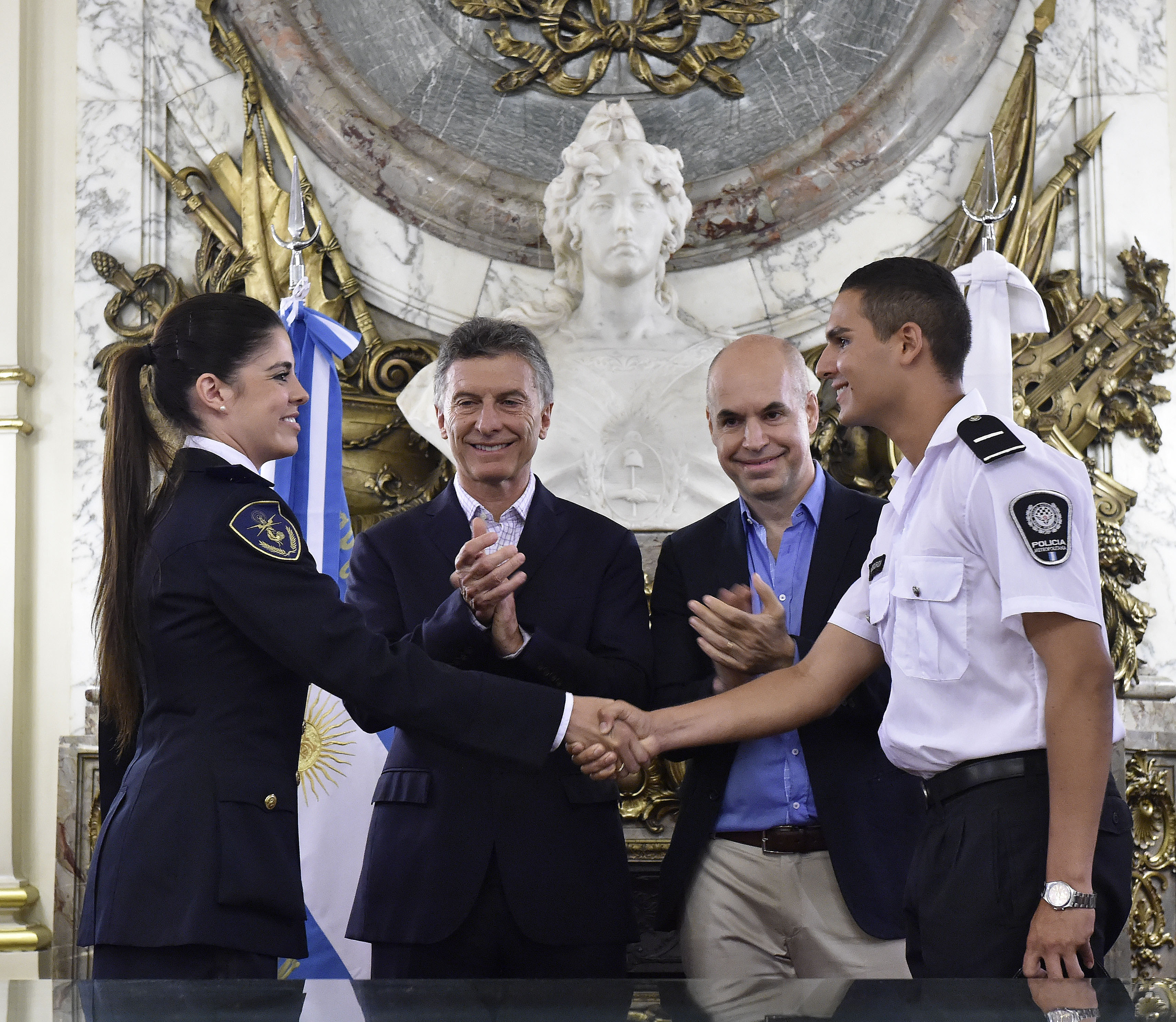
Acto de traspaso de la Superintendencia de Seguridad Metropolitana de la Policía Federal Argentina a la Ciudad Autónoma de Buenos Aires, en proceso de unificación con la Policía Metropolitana.

La Policía Metropolitana compartía las funciones de policía de seguridad en la Ciudad de Buenos Aires con la Policía Federal Argentina y, en las zonas portuarias, con la Prefectura Naval Argentina. En 2017 la Policía Metropolitana se unificó con parte de la Policía Federal Argentina (Superintendencia de Seguridad Metropolitana) que fue transferida por el Gobierno Federal a la Ciudad Autónoma de Buenos Aires, dando inicio a la nueva Policía de la Ciudad Autónoma de Buenos Aires.

## Antecedentes
La Ciudad de Buenos Aires careció de autonomía política hasta 1994 y por esa razón era gobernada por un funcionario (intendente) designado por el Presidente de la Nación y el Senado nacional. En esas circunstancias la seguridad estaba a cargo de la Policía Federal Argentina, de manera similar a otras funciones como la justicia.
La reforma de la Constitución Argentina de 1994 le atribuyó autonomía política a la Ciudad de Buenos Aires y el 8 de noviembre de 1995, el Congreso Nacional sancionó la Ley 24.588, conocida como “Ley Cafiero” debido al apellido del senador que realizó el proyecto, reglamentando los alcances de la autonomía de Buenos Aires y el traslado de funciones de la jurisdicción nacional a la jurisdicción local. La ley atendió la cuestión de la seguridad en el artículo 7, estableciendo que la Policía Federal Argentina dependiente del Poder Ejecutivo Nacional, continuaría siendo la encargada de proteger a las personas y bienes en la ciudad, y que si la Ciudad deseaba crear un organismo de seguridad propio debía solicitar autorización al Congreso Nacional. 

ARTÍCULO 7º — El Gobierno Nacional seguirá ejerciendo, en la ciudad de Buenos Aires, su competencia en materia de seguridad y protección de las personas y bienes.
La Policía Federal Argentina continuará cumpliendo funciones de policía de seguridad y auxiliar de la justicia en el ámbito de la ciudad de Buenos Aires, dependiendo orgánica y funcionalmente del Poder Ejecutivo Nacional.
La ciudad de Buenos Aires y el Estado Nacional suscribirán los convenios necesarios para que éste brinde la cooperación y el auxilio que le sean requeridos para garantizar el efectivo cumplimiento de las órdenes y disposiciones emanadas de los órganos de gobierno de la ciudad de Buenos Aires.
La ciudad de Buenos Aires podrá integrar el Consejo de Seguridad. No podrá crear organismos de seguridad sin autorización del Congreso de la Nación.

El 30 de junio de 1996 se celebraron las elecciones que designarían al primer gobierno autónomo de la Ciudad y el 1 de octubre de ese mismo año se sancionó la Constitución de la Ciudad de Buenos Aires.
Al ser elegido en 2007 como jefe de Gobierno, Mauricio Macri insistió en que la Ciudad de Buenos Aires debía contar con su propia fuerza policial. Se abrió entonces un complejo proceso de reformas legales y negociaciones políticas. En general hubo un amplio consenso en todas las fuerzas políticas sobre la necesidad de permitir que la Ciudad de Buenos Aires contara con una fuerza policial para atender sus cuestiones de seguridad locales, manteniendo el gobierno nacional las funciones de policía correspondiente a cuestiones federales (policía federal). De ese modo, en agosto de 2007, se sancionó con amplio apoyo (unanimidad en el Senado y solo 12 votos en contra en Diputados), una reforma de la Ley Cafiero para permitir que la Ciudad de Buenos Aires asumiera la policía de seguridad “en todas las materias no federales”.

ARTÍCULO 1º — Sustitúyese el texto del artículo 7º de la Ley № 24.588 por el siguiente:
“Artículo 7º: El Gobierno nacional ejercerá en la Ciudad de Buenos Aires, mientras sea Capital de la República, sus funciones y facultades en materia de seguridad con la extensión necesaria para asegurar la efectiva vigencia de las normas federales.
El Gobierno de la Ciudad de Buenos Aires ejercerá las funciones y facultades de seguridad en todas las materias no federales. El Gobierno nacional las seguirá ejerciendo hasta tanto aquel ejercicio sea efectivamente asumido por el Gobierno de la Ciudad de Buenos Aires.
La Ciudad de Buenos Aires podrá integrar el Consejo de Seguridad Interior”.

## Creación de la Policía Metropolitana

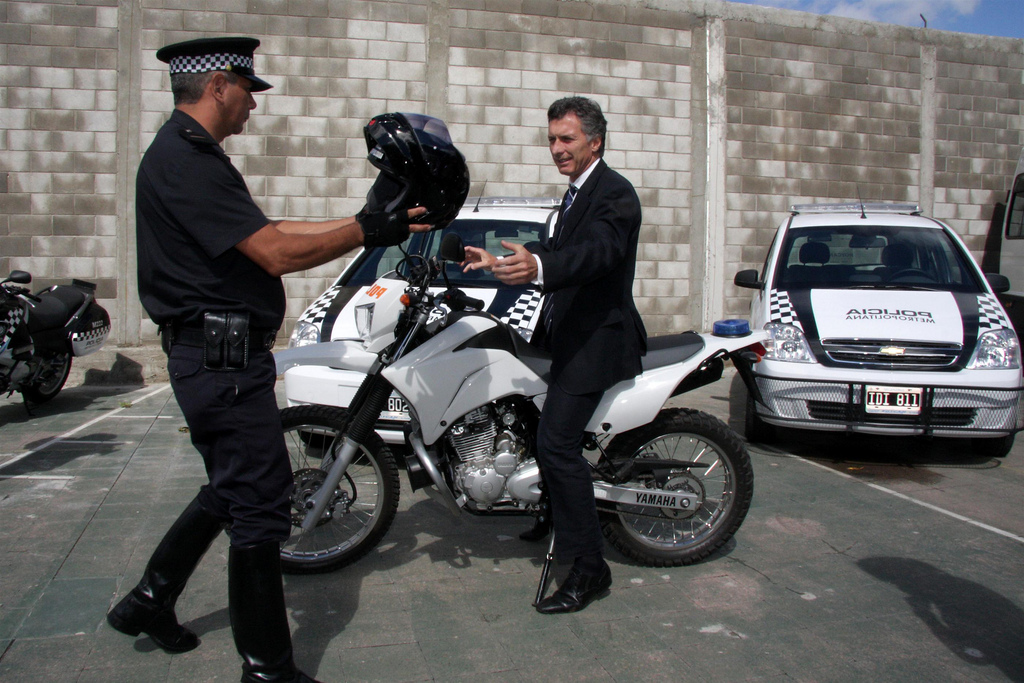
Jefe de Gobierno Mauricio Macri en el Instituto Superior de Seguridad Pública de la Policía Metropolitana.

Luego de la autorización del Congreso Nacional para que la Ciudad de Buenos Aires pudiera contar con su propia policía, se produjeron una serie de diferencias entre las diferentes fuerzas políticas sobre la forma de constituir la fuerza policial y el origen de los fondos.
Básicamente se opusieron dos criterios: el que sostenía que la Ciudad de Buenos Aires debía solventar su propia policía con fondos propios, del mismo modo que lo hacen las demás provincias, y el que sostenía que el Estado federal debía transferir a la Ciudad la mayor parte de la Policía Federal con el presupuesto para sostenerla. 
Tuvieron lugar negociaciones entre el gobierno de la ciudad y el gobierno nacional, pero sin llegar a un acuerdo. En marzo de 2008, Macri anunció que ante la falta de acuerdo su partido proponía crear una Policía Metropolitana bajo control del jefe de Gobierno de la ciudad. 
El 28 de octubre de 2008 la Legislatura de la Ciudad de Buenos Aires sancionó la Ley 2.894 de Seguridad Pública, que crea la Policía Metropolitana.
La fuerza se creó con el fin de realizar campañas de prevención de la seguridad, proteger los edificios públicos de la ciudad manteniendo el orden y seguridad, ocuparse de la prevención de delitos, contravenciones y faltas;  de la seguridad vial y de la seguridad en eventos deportivos y artísticos;  además debe coordinar su trabajo con la Policía Judicial y recibir denuncias.
Las funciones de la Policía Metropolitana, establecidas en el artículo 33 de la ley 2894, son, entre otras:
- Prevenir la comisión de delitos, contravenciones y faltas.
- Conjurar e investigar los delitos, contravenciones y faltas, de jurisdicción del Poder Judicial de la Ciudad.
- Mantener el orden y la seguridad pública.
- Auxiliar a las autoridades en materia de controles de seguridad vial.
- Colaborar con las autoridades públicas ante una situación de emergencia.
- Actuar como auxiliar de la Justicia cuando sea expresamente requerido.
- Asegurar el orden público en ocasión de los eventos deportivos o artísticos masivos.

Por medio de convenios con la Nación, fueron transferidas a la Ciudad las siguientes competencias que habilitan la intervención de la Policía Metropolitana: 
- Hechos de tenencia y portación de armas de uso civil y su suministro a quien no fuera legítimo usuario, sancionados en el art. 42.º bis de la Ley N.º 20.429 y en los arts. 189.º bis, ter. párrafo y 189.º ter. del Código Penal, todos según ley N.º 25.086; y en los arts. 3.º, 4.º y 38.º de la Ley N.º 24.192
- Lesiones en riña (artículos 95.º y 96.º, Código Penal).
- Abandono de personas (artículos 106.º y 107.º, Código Penal).
- Exhibiciones obscenas (artículos 128.º y 129.º, Código Penal).
- Matrimonios ilegales (artículos 134.º a 137.º, Código Penal).
- Amenazas (artículo 149.º bis primer párrafo, Código Penal).
- Violación de domicilio (artículo 150.º, Código Penal).
- Usurpación (artículo 181, Código Penal).
- Daños (artículos 183 y 184, Código Penal).
- Ejercicio ilegal de la medicina (artículo 208 Código Penal).
- Hechos tipificados en las Leyes N.º 13.944, 14.346 y artículo 3.º de la Ley 23.592.
- Omisión de Auxilio (artículo 108.º del Código Penal)
- Protección de malos tratos contra animales (Ley N.º 14.346)
- Actos discriminatorios (Ley N.º 23.592)

## Inicio de las actividades

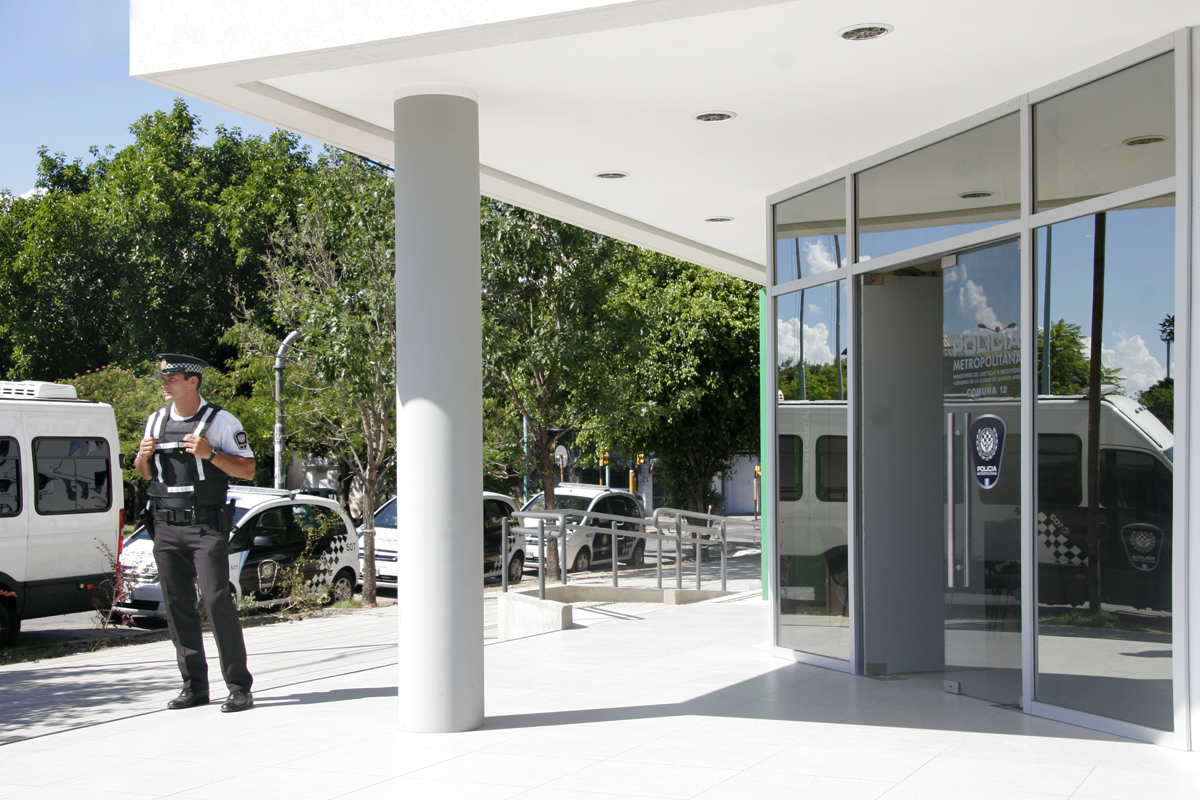
Primera comisaría de la Policía Metropolitana, ubicada en el barrio de Saavedra.

El gobierno estimó inicialmente que la Policía Metropolitana tendría unos 15.000 efectivos, y debería comenzar a actuar el 1 de octubre de 2009.
A fines de septiembre de 2009 el gobierno informó que el inicio de las actividades de la Policía Metropolitana estaba demorada y que el primer grupo de agentes en entrar en funciones serían unos 40 agentes destinados a controlar a los vendedores ambulantes, y que en 2009 sólo entrarían en funciones unos 250 policías, dedicados principalmente a controlar el tránsito. El Ministro de Seguridad informó también que la Policía Metropolitana funcionaría inicialmente con dos comisarías, una para la zona norte y otra para la zona sur.
El 26 de septiembre de 2009 se develó que el gobierno de Macri tenía una deuda de $36.000.000 debido a la falta de pago de las remuneraciones de unos 1700 agentes de policía solicitados por la Ciudad de Buenos Aires al gobierno nacional para custodiar edificios y funcionarios públicos.
Finalmente, 15 meses después de anunciado la Policía Porteña entró en funciones el 5 de febrero de 2010.

### Designaciones como Jefe de Policía
El 3 de julio de 2009, Macri designó como primer jefe de la Policía de la Ciudad a Jorge “Fino” Palacios.Palacios era un ex comisario de la Policía Federal Argentina dado de baja en 2004 de esa fuerza por las grabaciones que mostraron que mantenía conversaciones telefónicas con uno de los imputados en el secuestro de Axel Blumberg sin conocimiento de sus superiores Palacios también tenía otros antecedentes penales que lo relacionaron como encubridor con el atentado terrorista contra la AMIA de 1994, y los homicidios cometidos por la represión policial en las cercanías de Plaza de Mayo el 20 de diciembre de 2001, en circunstancias en las que el policía se hizo presente sin órdenes que los justificaran, llegando a ser procesado en la causa.  El fiscal de la causa AMIA había pedido el procesamiento de Palacios por alertar a los empresarios textiles Kanoore Edul de un inminente allanamiento; a su vez Kanoore Edul es la empresa contratada por el gobierno de Macri para proveer los uniformes de la policía.
El 25 de agosto de 2009, Palacios renunció bajo “motivos personales”, quien había sido repudiado por diversos sectores de la sociedad al momento de su designación. su designación también fue cuestionada por organizaciones de derechos humanos como la de los familiares del atentado contra la AMIA y las Madres de Plaza de Mayo.
El funcionario nombrado para sustituir a Palacios, Osvaldo Chamorro, también debió renunciar unas semanas más tarde envuelto en el caso de espionaje en la Ciudad de Buenos Aires.
Quien sucedió en cargo fue Eugenio Burzaco, el cual también dejó su puesto hacia fines del año 2011, para según él, dedicarse al plano político, y asumiendo en su lugar el ex comisario de la Policía Federal, Horacio Alberto Giménez. A poco de entrar en funciones causó controversia su actuación durante un desalojo en el Hospital Psiquiátrico Borda, la Policía Metropolitana hirió a periodistas y amenazó con cortar los cables de CN23, además un camarógrafo de C5N fue baleado y un fotógrafo fue golpeado y detenido. A su vez, el legislador Fabio Basteiro declaró que hay compañeros de prensa que están siendo baleados y detenidos, la represión se produjo tras un operativo de desalojo y demolición del varios talleres, donde los pacientes realizan sus tratamientos para construir allí un nuevo Centro Cívico. Además producto de la represión y de las balas de goma que tiró la Metropolitana, varios trabajadores del hospital sufrieron cortes en distintas partes del cuerpo y tres fueron detenidos. El operativo tuvo como resultado más de 50 heridos, entre ellos varios periodistas, legisladores como María Rachid, médicos y algunos pacientes terminaran heridos. Sin embargo, un oficial de la fuerza declaró de forma extraoficial que hubo un policía que cayó en coma por un objeto contundente que le impactó en el cráneo, Parte de esta información confirmada en el discurso del entonces jefe de Gobierno, Mauricio Macri, que además habló de agresiones contra obreros que trabajaban sobre el centro.

## Fusión y nueva Policía de la Ciudad
En octubre del 2016, el jefe de Gobierno Horacio Rodríguez Larreta presentó a la Policía de la Ciudad, que supuso la unificación de la Policía Metropolitana con la Policía Federal que opera en la Ciudad Autónoma de Buenos Aires. Cerca de 6.000 efectivos con los que contaba la Policía Metropolitana y 19.300 de la Policía Federal pasaron a integrar la nueva institución.
La ley de creación de la Policía de la Ciudad, bajo el número 5688/16, fue sancionada el 17 de noviembre de 2016 por la Legislatura porteña
Finalmente, el 2 de enero de 2017 comenzó a funcionar la Policía de la Ciudad. Por lo tanto, la Policía Metropolitana fue absorbida por la nueva institución.

## Organización

### Estructura

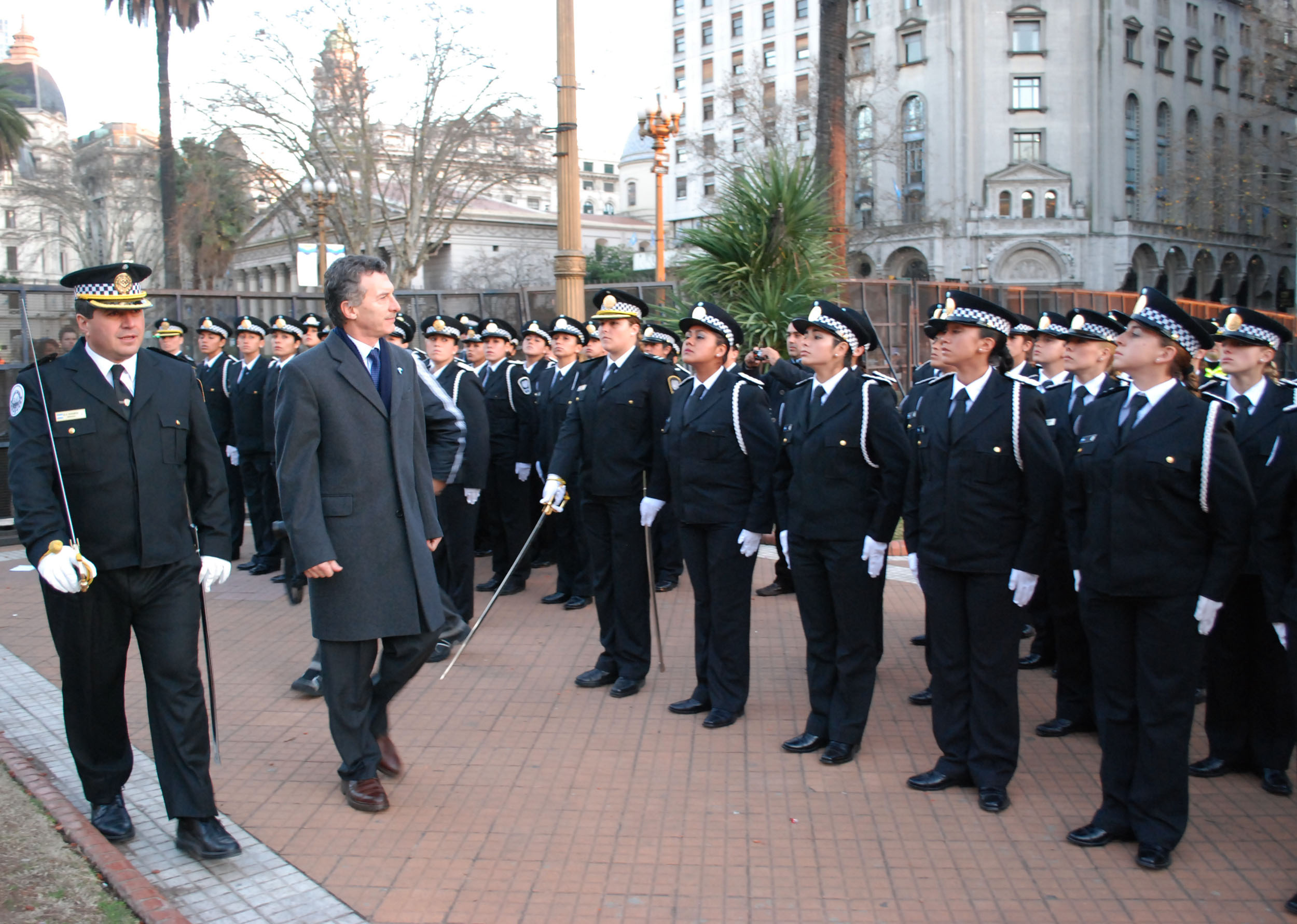
Mauricio Macri junto a cadetes de la Policía Metropolitana.

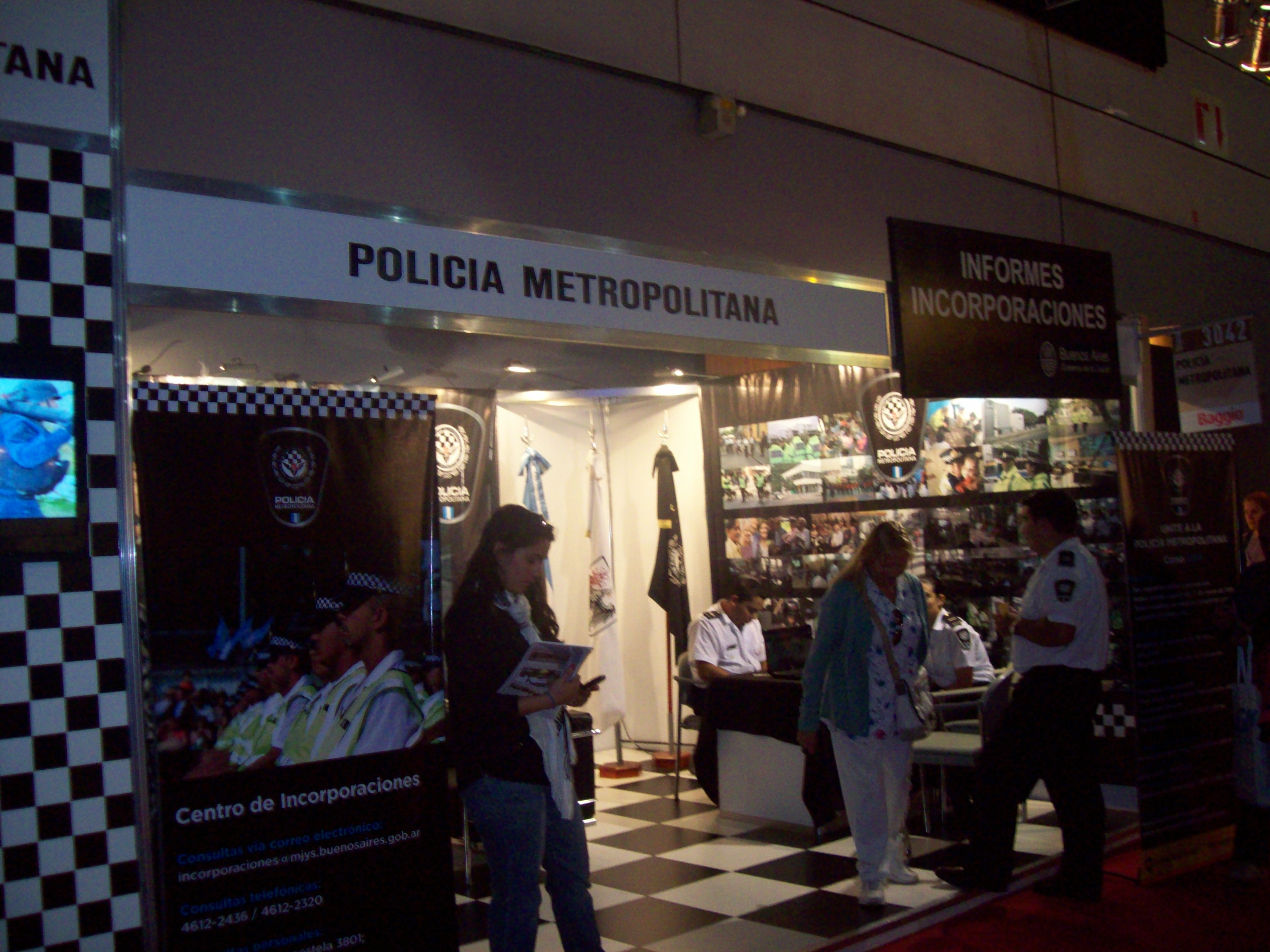
Stand de la Policía Metropolitana en la Feria del Libro, 2013.

La estructura estuvo compuesta por cuatro áreas, cada área a cargo de un director general:
1. Seguridad
2. Investigaciones
3. Científica y Técnica
4. Administración

La Policía Metropolitana se desplegará en 15 Precintos, uno por cada una de las comunas de la Ciudad Autónoma de Buenos Aires. El primer Precinto en ser inaugurado fue el Precinto 12 que se encuentra en la Comuna 12 (abarca los barrios de Villa Urquiza, Villa Pueyrredón, Coghlan y Saavedra).
Actualmente la Policía Metropolitana cuenta con más de 6000 policías.

### Acciones de la Policía Metropolitana
- Prevención: fundamentalmente es una policía de prevención del delito, no de choque. Para ello cuentan con el Centro Único de Coordinación y Control y el Centro de Monitoreo Urbano.
- Información: capturan información en tiempo real en un sistema geográfico digital
- Tecnología: Los vehículos se encuentran equipados con cámaras filmadoras y GPS, pudiendo monitorear desde la central a cualquier unidad y las acciones que realizó o que está realizando.[35]

### Escalafón de la Policía Metropolitana
El Escalafón General Policial se organiza en una categoría única que cuenta con los siguientes grados:
Oficiales Operativos
- Oficial
- Oficial Mayor

Oficiales Supervisores:
- Subinspector
- Inspector

Oficiales de Dirección:
- Subcomisionado
- Comisionado
- Comisionado Mayor

Oficiales Superiores de Conducción:
- Comisionado General
- Superintendente

### Fuerzas especiales
El Ministerio de Seguridad se encontraba con la necesidad de crear un Grupo Especial capaz de asistir a Operaciones de Alto Riesgo en la ciudad, así, nacería la División de Operaciones Especiales (DOE). 
En sus principios, dicho grupo contaba con un total de 40 exagentes de diferentes fuerzas especiales de la República Argentina tales como: Alacrán, GEOF, GE-1, Halcón e inclusive Comandos del 601. 
Con un total de 40 horas de entrenamiento por semana, el cuerpo y la mente de los diferentes Agentes es llevado a su capacidad máxima para lograr soportar diferentes situaciones que se encontraran en toda su trayectoria.
Durante los últimos anos se han incorporado a esta fuerza especial decenas de personal de fuerzas especiales de las Fuerzas Armadas, producto de la desercion por bajos salarios y falta de motivación de estas instituciones, permitiendo al DOE el reclutamiento de personal altamente entrenado.

### Armamento
Los policías que forman parte de esta institución usan pistolas Beretta PX4 Storm y escopetas Mossberg 500.
Los integrantes de las fuerzas especiales DOE utilizan la pistola SIG Sauer 1911, la carabina SIG Sauer SG516 y la escopeta Benelli M3.
Además, los tiradores designados cuentan con el rifle de francotirador Remington 700.

### Equipamiento
La Policía Metropolitana cuenta con 136 patrulleros Chevrolet Meriva que tienen cuatro cámaras de video y GPS. Además utiliza 55 motos Honda Deauville modelo NT700, 30 cuatriciclos Honda 500 y 20 bicicletas. Además posee un 1 carro Hidrante y 5 Carros de Asalto. Además, la fuerza cuenta con un Mercedes Benz Sprinter para el traslado de detenidos, camionetas Ford Ranger y Citroën Berlingo para tareas de patrullaje. 
Al mismo tiempo, hay a disposición de la fuerza, 2700 equipos de telecomunicaciones (portátiles, móviles y de base) y 3100 armas. Sumadas a las 2000 cámaras de seguridad, cantidad que se está incrementando, que contribuyen de manera efectiva a la prevención del delito. Cuenta con 4000 efectivos.

### Uniforme
Los uniformes de la Policía Metropolitana se basaron en los de la Policía Metropolitana de Londres.

#### Cubre cabeza
Gorra con plato ovalado. Casco de tela de sarga de lana color negro. Escarapela de la Argentina y escudo de la Policía Metropolitana. Cinta de tela tejida de alta definición cuadriculada blanca y negra. Visera de charol negro.

#### Chaleco reflectante
En color amarillo flúor con cintas gris fosforescente en su contorno. En la espalda lleva la inscripción “Policía Metropolitana” en letras conformadas por cinta reflectante color blanco, sobre un fondo de color gris.

#### Camisa
Manga corta color blanca, corte recto, amplia y cuello tipo esmoquin. Bolsillos delantero tipo plaque con tapa incluida. Una charretera en cada hombro, fijadas a la costura de la manga por su base y sujeta con ojal y botón color dorado con el emblema de la C.A.B.A. en el pico.

#### Cinturón
Cinturón con hebilla de metal dorada con escudo de POLICIA METROPOLITANA.

#### Correaje
Compuesto de los siguientes elementos:
- CINTURÓN: protección plástica al agua color negro. Hebilla Circular de una pieza color dorado con el escudo de la Policía Metropolitana.

- PISTOLERA: De tipo moldeado, guardando las formas y dimensiones de la pistola calibre 9mm. Cierre por medio de broches a presión en negro pavonado.

- TAHALÍ TONFA: De tipo anilla, con una tapa con cierre de seguridad a presión por medio de broches a presión.

- PORTA CARGADOR DOBLE: Permite el alojamiento de dos cargadores guardando las formas y dimensiones de los cargadores de la pistola calibre 9mm.

- PORTA ELEMENTOS / GUANTES: De tipo moldeado, guardando las formas y dimensiones para portar como mínimo 4 pares de guantes sanitarios.

#### Pantalón
De corte recto, tela color negro firme, tiro semicorto.

#### Zapatos
Modelo policial, color negro, con cordones.

### Formación y capacitación
El personal de la Policía Metropolitana se forma y capacita en el Instituto Superior de Seguridad Pública. Este Instituto es un ente autárquico que depende orgánica y funcionalmente del Ministerio de Justicia y Seguridad de la Ciudad Autónoma de Buenos Aires que conduce el Dr. Martín Ocampo.